# Oligosoma lichenigera
Espèce
Synonymes
- Mocoa lichenigera O'Shaughnessy, 1874
- Leiolopisma cuprea Loveridge, 1934
- Cyclodina lichenigera (O'Shaughnessy, 1874)

Statut de conservation UICN

 VU B1+2c, D2 : Vulnérable
Oligosoma lichenigera est une espèce de sauriens de la famille des Scincidae.

## Répartition
Cette espèce est endémique d'Australie. Elle se rencontre sur les îles de Norfolk et de Lord Howe.

## Publication originale
- O'Shaughnessy, 1874 : A description of a new species of Scincidae in the collection of the British Museum. Annals and magazine of natural history, sér. 4, vol. 13, p. 298-301 (texte intégral).